# Боа-Виста (Рорайма)
Боа-Виста (порт. Boa Vista) — город и муниципалитет в Бразилии, столица штата Рорайма. Составная часть мезорегиона Север штата Рорайма. Входит в экономико-статистический микрорегион Боа-Виста. Население составляет 284 313 человек на 2010 год. Занимает площадь 5 687.037 км². Плотность населения — 49.99 чел./км².
Покровителем города считается Святой Себастьян.

## История
Город основан 9 июля 1890 года.

## Границы
Муниципалитет граничит:
- на севере —  муниципалитеты Амажари, Пакарайма
- на северо-востоке —  муниципалитет Нормандия
- на востоке —  муниципалитет Бонфин
- на юго-западе —  муниципалитет Мукажаи
- на юго-востоке —  муниципалитет Канта
- на западе —  муниципалитет Алту-Алегри

## Демография
Согласно сведениям, собранным в ходе переписи 2010 г. Национальным институтом географии и статистики (IBGE), население муниципалитета составляет:
| Полное население                               | Полное население                               | Полное население                               | Полное население                               | 284 313 |
| ---------------------------------------------- | ---------------------------------------------- | ---------------------------------------------- | ---------------------------------------------- | ------- |
| в том числе:                                   | Городское население                            | 277 799                                        | Процент городского населения, %                | 97,71   |
|                                                | Сельское население                             | 6 514                                          | Процент сельского населения, %                 | 2,29    |
|                                                | Мужское население                              | 140 801                                        | Процент мужского населения, %                  | 49,52   |
|                                                | Женское население                              | 143 512                                        | Процент женского населения, %                  | 50,48   |
| Плотность населения, чел/км²                   | Плотность населения, чел/км²                   | Плотность населения, чел/км²                   | Плотность населения, чел/км²                   | 49,99   |
| Население муниципалитета в % к населению штата | Население муниципалитета в % к населению штата | Население муниципалитета в % к населению штата | Население муниципалитета в % к населению штата | 63,11   |

По данным оценки 2015 года население муниципалитета составляет 320 714 жителей.

## Важнейшие населенные пункты
| № | Населённый пункт | Населённый пункт (порт.) | Категория         | Население чел. (2010) (место среди н.п. штата) | На карте                       |
| - | ---------------- | ------------------------ | ----------------- | ---------------------------------------------- | ------------------------------ |
| 1 | Боа-Виста        | Boa Vista                | город             | 277 799 (1)                                    | 2°49′18″ с. ш. 60°40′21″ з. д. |
| 2 | Виста-Алегри     | Vista Alegre             | индейская деревня | 517 (38)                                       | 3°06′44″ с. ш. 60°30′01″ з. д. |
| 3 | Милью            | Milho                    | индейская деревня | 272 (59)                                       | 3°26′31″ с. ш. 60°21′16″ з. д. |
| 4 | Лагу-Гранди      | Lago Grande              | индейская деревня | 199 (73)                                       | 3°23′15″ с. ш. 60°24′45″ з. д. |
| 5 | Кампу-Алегри     | Campo Alegre             | индейская деревня | 189 (75)                                       | 3°13′45″ с. ш. 60°32′41″ з. д. |
| 6 | Серра-да-Моса    | Serra da Moça            | индейская деревня | 180 (78)                                       | 3°13′48″ с. ш. 60°41′33″ з. д. |
| 7 | Виста-Нова       | Vista Nova               | индейская деревня | 135 (90)                                       | 3°19′19″ с. ш. 60°33′54″ з. д. |
| 8 | Морсегу          | Morcego                  | индейская деревня | 120 (94)                                       | 3°14′06″ с. ш. 60°37′39″ з. д. |
| 9 | Илья             | Ilha                     | индейская деревня | 102 (105)                                      | 3°14′50″ с. ш. 60°34′00″ з. д. |

## Статистика
- Валовой внутренний продукт на 2005 составляет 2 265 603 000,00 реалов (данные: Бразильский институт географии и статистики).
- Валовой внутренний продукт на душу населения на 2005 составляет 9355,00 реалов (данные: Бразильский институт географии и статистики).
- Индекс развития человеческого потенциала на 2000 составляет 0,779 (данные: Программа развития ООН).

## География
Климат местности: степной зкваториальный. В соответствии с классификацией Симанова, климат относится к категории ЭСК.

## Транспорт
В 3,5 км от центра города находится международный аэропорт Атлас Бразил Кантанеди.

## Спорт
Футбольный клуб — Атлетико Рорайма.